# Аджлан Абул-Сардж
Аджлан Абул-Сардж (араб. الشريف عجلان بن رميثة; бл. 1307 — 7/8 жовтня 1375) — 27-й шаріф й емір Мекки у 1354—1372 (з деякими перервами) роках. Повне ім'я Ізз ад-Дін Абу Сардж Аджлан ібн Румайта.

## Життєпис
Походив з гілки панівної династії Хасанідів — бану-катада. Син шаріфа Румайта ібн Абу Нумайї. Народився близько в Мецці близько 1307 року. Напочатку 1344 року Аджлан і його брат Такаба придбали емірат у свого літнього батька за 60 тис. дирхемів без дозволу мамлюцького султана Ісмаїла ас-Саліха, скориставшись боротьбою за владу в Каїрі. Такаба прибув до Єгипту, намагаючись отримати визнання переходу владу. Але брата Аджлана було арештовано. У квітні Аджлан залишив Мекку, отримавши звістку про арешт брата. Влада знову перейшла до Румайти. Аджлан вирушив до Ємену, де перешкодив проходженню джилаба (корабель) до Мекки, що призвело до високої інфляції під час хаджу того року. Після відходу караванів хаджу з міста Аджлан повернувся до Мекки і замирився зі своїм батьком.
У травні 1345 року Аджлан вирушив до Єгипту, де Ісмаїл ас-Саліх призначив його шаріфом й еміром Мекки замість свого батька. Він повернувся до Мекки у супроводі 50 мамелюків і 15 жовтня знову пперебрав владу. Щоб убезпечити свою владу, Аджлан вигнав свого брата Такабу до Ваді Нахла, а інших братів Санаду і Мугаміса — до Ваді Марр аз-Захран. У лютому/березні 1346 року він отримав повідомлення від посланця султана, що його брати були заарештовані в Єгипті.
Близько 1347 року в Каїрі було звільнено Такабу, Санада і Мугаміса, яких султан Аль-Хасан ан-Насір призначив їх співшаріфами Аджлана. 1349 року Аджлан був ненадовго скинутий Такабою, але 16 грудня з військом єгиптян повернув владу. 1348 року погодив похід родича Мубарака ібн Утайфи до Африки, скориставшись розпадом держави Мукурра, де війська шаріфа захопили порт Суакін. 1350 року після смерті Мубарака шаріф-емір Аджлан призначив правителем Суакіна свого стрийка Зайда ібн Абу Нумайя. 1351 року брат Такаба напав на Джудду, де пограбував судна, що належали Аджлану.
У січні 1352 року після посередництва єгипетського еміра аль-Ракаба Аджлан погодився правити спільно з Такабою. Але останній 1353 року знову скинув Аджлана. Проте невдовзі єгипетський емір аль-ракаб Умар Шах заарештував Такаба і призначив Аджлана єдиним шаріфом Мекки.
1356 року знову погодився розділити емірат з Такабою. У червні вкотре був скинутий останнім, але у листопаді того ж року, коли настав хадж, Аджлан знову увійшов до Мекки, а Такаба втік. Того ж року султан Аль-Хасан ан-Насір скасував митні сбори для прочан в Мецці. Натомість надав шаріфу платню в 160 тис. дірхемів на рік та 1 тис. ірдаббів (25 т) пшениці.
У листопаді 1357 року брати помирилися. У квітні 1359 року султан Аль-Хасан ан-Насір наказав Аджлана і Такабу з'явитися до нього, але вони цього не зробили. Наступного місяця вони отримали повідомлення, що ан-Насір призначив на їх місце їх брата Санада та їх стриєчного брата Мухаммеда ібн Утайфу. Аджлан запропонував Такабі, щоб кожен з них віддав по 400 верблюдів, щоб забезпечити вірність клану Бану Хасана і зберегти своє правління. Такаба відхилив пропозицію Аджлана, і Ібн Утайфа у квітні 1359 році перебрав владу, коли він прибув з єгипетськими військами.
Аджлан вирушив до Єгипту, але там був ув'язнений. 1361 року новий султан Мухаммад аль-Мансур Салахуддін призначив Аджлана шаріфом. Емір Ялбуга аль-Умарі допоміг Аджлана разом з братами Такабою і Санадою зайняти Мекку. У серпні 1361 року після смерті Такаби повалив Сакаду, призначивши свого власного сина Ахмада молодшим шаріфом. Напочатку 1362 року Аджлан завоював Халі Ібн Якуба, подвиг, якого не здійснив жоден Шаріф Мекки до нього.
1372 року Аджлан відмовився від влади, передавши трон Ахмаду. Помер 1375 року в Аль-Джадіді у Ваді Маррі. Був похований на цвинтарі Аль-Мала в Мецці.